# Biblioteca Pública Ellsworth
La biblioteca Pública Ellsworth es una biblioteca situada en Ellsworth (Maine), Estados Unidos.

## Historia
El edificio de estilo federalista fue construido en 1817 por el coronel Meltiah Jordan y está incluido en el Registro Nacional de Lugares Históricos, y es comúnmente conocida como la Casa Tisdale. La casa ha sido una biblioteca pública desde 1897, cuando George Nixon dio el edificio remodelado de la ciudad de Ellsworth.
Una adición de tres pisos, diseñado por Bingham & Woodward y financiados por un bono municipal emitido por la ciudad de Ellsworth, fue terminado en 1991.